# 西村孝次

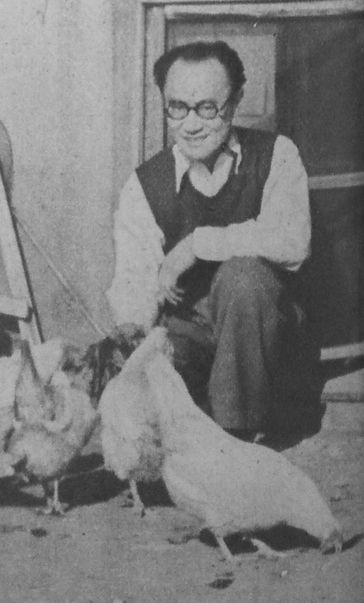
1949年

西村 孝次（にしむら こうじ、1907年11月17日 - 2004年6月29日）は、日本の英文学者、文芸評論家、翻訳家。元明治大学教授。
小林秀雄の従弟。弟の西村貞二は西洋史学者で東北大学教授を務めた。孫は元プロサッカー選手の西村卓朗。

## 来歴
京都市で約400年続いた仏書店で西村重右衛門（第十三代）の長男に生まれる。家業を継ぐはずだったが1923年に店が破産。進路に迷っていた時、京都へ来た小林秀雄から文学の道を勧められる。
1925年京都府立第一商業学校卒、1929年関西学院英文科卒、学費のため一年半ゼネラルモーターズに勤め、1934年東北帝国大学法文学部英文科卒、創元社の原稿閲読者などを務める。
1939年夏に、中村光夫、吉田健一、山本健吉、伊藤信吉らと同人誌『批評』（を創刊、英文学の翻訳、文芸評論などを寄稿。
戦後は鎌倉文庫嘱託をへて、1949年より明治大学英文科教授、1978年定年退職。
1962年「一八世紀初期イギリスにおける文学と政治の問題 スウィフトを中心として」により東北大学で文学博士。
1980年代に「オスカー・ワイルド全集」個人全訳を成し遂げた。
北米ロレンス協会名誉会員。日本ワイルド協会名誉顧問。

## 著書
- 『批評と信仰』（文林堂双魚房） 1943
- 『言語と文化』（目黒書店） 1946
- 『現代文芸論』（壮文社） 1948
- 『文学の裏窓』（鱒書房） 1955
- 『ヘミングウェイ』（日本書房） 1960
- 『生活作法』（紀元社） 1961
- 『ロレンスの世界 現代の証人として』（中公新書） 1970
- 『休み時間の英文学』（青土社） 1981
- 『わが従兄・小林秀雄』（筑摩書房） 1995
- 『魅惑の女 ひとつのイギリス近代史』（研究社） 1996
- 『アメリカ文学の形成』（志賀勝, 荒川龍彦共著、世界文化社） 1948

## 主な翻訳
- 『ユウレカ』（エドガ・アラン・ポウ、山本書店） 1935、のち創元選書 1949
- 『ドストイェフスキイ 作品と生涯』（ジヨン・ミドルトン・マリ、文学界社） 1936、のち筑摩書房 1941
- 『翼ある蛇』（D.H.ロレンス、三笠書房） 1936、のち新潮文庫 全3巻 1953
- 『思想の遍歴』（オールダス・ハクスレイ、創元社） 1938、のち新版
- 『ガザに盲ひて』（オルダス・ハクスレイ、新潮社） 1940、のち新版
- 『文明論』（クライヴ・ベル、青木書店） 1940
- 『自由な考え方』（J.B.プリーストリイ、朝日新聞社） 1953
- 『ジャングル・ブック』（ラッディヤド・キップリング、創元社） 1953
- 『天才の肖像 D.H.ロレンスの生涯と作品』（リチャード・オルディントン、大日本雄弁会講談社） 1954
- 『手紙』（ウィリアム・サマセット・モーム、角川文庫） 1956
- 『東洋航路』（モーム、角川文庫） 1957
- 『雨』（モーム、角川文庫） 1958
- 『紅はこべ』（バロネス・オルツィ、東京創元社） 1958、のち創元推理文庫 1970
- 『侵入者』（D・H・ロレンス、八潮出版社） 1964
- 『チャタリー卿夫人の恋人』（D・H・ロレンス、八潮出版社） 1965
- 『ハックルベリー・フィンの冒険』（マーク・トウェイン、ポプラ社） 1968
- 『乾し草小屋の恋 ロレンス短編集』（福武文庫） 1992、のち『D・H・ロレンス短篇全集』（大阪教育図書） 2003

### オスカー・ワイルド
- 『ドレアン・グレイの画像』（オスカー・ワイルド、岩波文庫） 1936、のち改版 1967
- 『芸術論』（ワイルド、筑摩書房） 1941、のち新版
- 『サロメ / ウィンダミア夫人の扇』（ワイルド、新潮文庫） 1953、のち改版
- 『幸福な王子 / 夜鶯と薔薇』（ワイルド、新潮文庫） 1953、のち改版、のち『全集2 短篇小説・童話』（出帆社）
- 『獄中記 選集 第5巻』（ワイルド、創元文庫） 1953、のち『全集9 完本・獄中記』（出帆社）
- 『オスカー・ワイルド全集』全6巻（青土社） 1980 - 1989

### ロバート・ルイス・スティーヴンソン
- 『バラントレイ卿』（ステイヴンソン、八雲書店） 1948、のち角川文庫 1954、のち『作品集6 バラントレイの若殿』（文泉堂出版）
- 『宝島』（スティーヴンソン、八雲書店） 1948、のち角川文庫 1949、のち新版多数
- 『黒い矢』（スティーヴンソン、小山書店、世界大衆小説全集） 1955、のち『作品集5』（文泉堂出版）
- 『ジーキル博士とハイド氏』（スチブンスン、あかね書房） 1971

## 主要論文
- 西村孝次, 「第三部門 イギリス文学における諷刺の問題 : それに即して、それを超えて(日本英文学会第36回大会報告)」『英文学研究』 41巻 2号 1964年 p.310-311, doi:10.20759/elsjp.41.2_310_2
- 西村孝次, 「戦後文学論」『新小説』 3(10), 41-45, 1948-10, NAID 40001908211
- 西村孝次「文学における性の問題」『理想』第250号、理想社、1954年、11-16頁、ISSN 03873250、NAID 40003726269。
- 西村孝次, 「翻訳ということ」『国文学解釈と鑑賞』 18(9), 1-5, 1953-09 , NAID 40001341872
- 西村孝次, 「巨大な侏儒 - ディケンズ」『あるびよん』 (20), 58-65, 1953-09 , NAID 40000103237
- 西村孝次, 「全集ばやり」『出版ニュース』 (233), 11, 1953 , NAID 40001740442
- 西村孝次, 「D.H.ロレンス「息子と恋人」」『文芸』 11(2), 130-132, 1954-02 , NAID 40003408862
- 西村孝次（訳）,富士川 義之 「コレクション オスカー・ワイルド - 時評 (総特集 オスカー・ワイルドの世界)」『ユリイカ』 32(6), 130-173, 2000-04 , NAID 40003696580
- 西村孝次, 「オスカ-・ワイルド - 神話と真実」『海』 8(11), p248-296, 1976-11 , NAID 40000178324
- 西村孝次, 「当世学生当用誤記辞典」『中央公論』 92(6), p234-241, 1977-06 , NAID 40002393900
- 西村孝次,小野寺健, 「わがロレンス (D.H.ロレンス<特集>)」『英語青年』 126(8), p374-381, 1980-11 , NAID 40000199134